# Кямяря (деревня)
Кя́мяря (фин. Kämärä) — деревня в Гатчинском муниципальном округе Ленинградской области.

## История
На «Топографической карте окрестностей Санкт-Петербурга» Военно-топографического депо Главного штаба 1817 года обозначена как деревня Кямеря из 2 дворов.
Деревня Кямера из 3 дворов упоминается на «Топографической карте окрестностей Санкт-Петербурга» Ф. Ф. Шуберта 1831 года.
В пояснительном тексте к этнографической карте Санкт-Петербургской губернии П. И. Кёппена 1849 года она записана как деревня Kämärä (Кямяря или Турдия) и указано количество её жителей на 1848 год: эурямёйсет — 11 м. п., 16 ж. п., всего 27 человек.
Согласно «Топографической карте частей Санкт-Петербургской и Выборгской губерний» в 1860 году деревня называлась Камяря и состояла из 9 крестьянских дворов.

ТУРДИЯ (КАМЯРЕВО) — деревня удельная при речке Ижорке, число дворов — 10, число жителей: 13 м. п., 20 ж. п. (1862 год)

Согласно карте 1879 года существовали две отдельные деревни: Турдия и Кямяря, они состояли из 3 крестьянских дворов каждая.

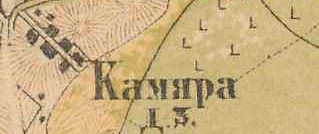
План деревни Кямяря. 1885 год

В 1885 году деревня называлась Камяря и насчитывала 3 двора.
В конце XIX — начале XX века деревня административно относилась к Гатчинской волости 2-го стана Царскосельского уезда Санкт-Петербургской губернии. Население деревни было исключительно финским.
К 1913 году количество дворов увеличилось до 6.
Согласно данным переписи населения СССР 1926 года в деревне Камяря Сокколовского сельсовета Троцкой волости Троцкого уезда проживали 26 человек, все финны.

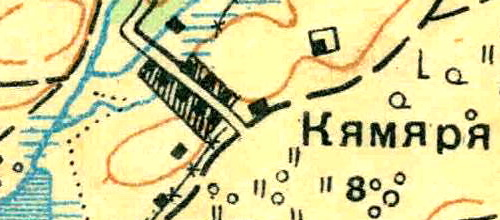
План деревни Кямяря. 1931 год

Согласно топографической карте 1931 года деревня называлась Кямяря и насчитывала 8 дворов.
По данным 1933 года деревня Кямяря входила в состав Пудостьского финского национального сельсовета Красногвардейского района.
По данным 1966, 1973 и 1990 годов деревня Кямяря входила в состав Пудостьского сельсовета Гатчинского района.
В 1997 году в деревне проживали 5 человек, в 2002 году — 8 человек (русские — 75%), в 2007 году — также 8, в 2010 году — 11.

## География
Деревня расположена в северной части района на автодороге 41К-218 (Малое Верево — Пудость). 
Расстояние до административного центра поселения, посёлка Пудость — 3,5 км.
Расстояние до ближайшей железнодорожной станции Пудость — 1,5 км.
Деревня находится на левом берегу реки Ижоры.

## Демография
| 1862 | 2007 | 2010 | 2017 |
| ---- | ---- | ---- | ---- |
| 33   | ↘8   | ↗11  | ↗12  |

### Национальный состав
Согласно данным Всероссийской переписи населения 2021 года в деревне проживали 46 человек, из них:
 русские — 39, татары — 2, финны — 2, осетины — 1 человек, остальные национальность не указали.